# اچ‌ام‌ای‌اس بوندابرگ (ای‌سی‌پی‌بی ۹۱)
اچ‌ام‌ای‌اس بوندابرگ (ای‌سی‌پی‌بی ۹۱) (به انگلیسی: HMAS Bundaberg (ACPB 91)) یک کشتی است که طول آن ۵۶٫۸ متر (۱۸۶ فوت) می‌باشد. این کشتی در سال ۲۰۰۷ ساخته شد.